# Spádová škola
Spádová škola je termín spojovaný s povinností každé obce zajistit podmínky, které umožní všem dětem plnit povinnou školní docházku v jejich místě trvalého pobytu. Podle § 7 zákona č. 128/2000 Sb., o obcích obec spravuje své záležitosti sama, tudíž obce spravují svou povinnost o spádových školách samy. Povinnost je obcím ukládána i v případech dětí umístěných ve školských zařízeních pro výkon ústavní výchovy nebo ochranné výchovy, která se nevzdělávají ve školách zřízených při těchto školských zařízeních.
Žáci ve spádovém obvodu základní školy a děti ve spádovém obvodu mateřské školy, které mají dostatečný věk podle zákona mají nárok na přijetí na příslušné spádové škole. Pokud je dítě přijato do jiné než spádové mateřské školy, ředitel této spádové mateřské školy je povinen oznámit tuto skutečnost bez zbytečných odkladů řediteli příslušné spádové mateřské školy dítěte.

## Vymezení školských obvodů
Pro vymezení školských obvodů spádových škol na území obce, její části anebo území více obcí, je využíváno tří kritérií:
1. jestliže je v obci jedna základní škola zřízena obcí, tvoří školský obvod území obce (tj. všechny děti s trvalým pobytem na území obce plní povinnou školní docházku v dané základní škole),
2. jestliže je v obci více základních škol zřizovaných obcí, je obec nucena stanovit školské obvody obecně závaznou vyhláškou (tj. vyhláška přesně stanoví, jaké územní obvody obce spadají pod konkrétní základní školu),
3. jestliže na území svazku obcí jedna základní škola nebo více základních škol zřízených svazkem obcí nebo dojde-li k dohodě několika obcí o vytvoření společného školského obvodu jedné nebo více základních škol zřizovaných některou z těchto obcí, stanoví každá z dotčených obcí obecně závaznou vyhláškou příslušnou část školského obvodu.

V případě, kdy obec nestanoví školský obvod spádové školy a je tím ohroženo plnění povinné školní docházky, rozhodne o školském obvodu krajský úřad v přenesené působnosti.
V případě, že území obce nebo jeho část nespadá pod školský obvod ani pod společný školský obvod, krajský úřad pomocí opatření obecné povahy pro toto území vytvoří nebo na ně rozšíří školský obvod nebo společný školský obvod, a to s platností nejdéle na 24 měsíců.
Pokud vzdálenost určené spádové školy od místa trvalého bydliště studenta přesáhne 4 km, je kraj povinen zajistit dopravu do i ze spádové školy.
Existuje výjimka, kdy není škole stanoven spádový obvod, a to v případě, že uskutečňuje vzdělávání výhradně podle vzdělávacího programu pro žáky se zdravotním postižením nebo školám zřizovaným jinými zřizovateli než obcí. 

## Účel školských obvodů spádových škol
Účely školských obvodů spádových (základních) škol a spádových mateřských škol:
1. Žák plní svou školní docházku v základní škole zřízené obcí nebo svazkem obcí se sídlem ve školském obvodu v němž má žák místo trvalého pobytu.[3]
2. Ředitel spádové školy je povinen přednostně přijmout žáky s místem trvalého pobytu v daném školském obvodu a to do výše povoleného počtu žáků uvedené ve školském rejstříku[4]
3. Do mateřské školy zřízené obcí nebo svazkem obcí se přednostně přijímají děti, které před začátkem školního roku dosáhnou nejméně čtvrtého roku věku, pokud mají místo trvalého pobytu v příslušném školském obvodu[5].

## Vývoj oblastí spádových škol
Během 2. poloviny 20. století se spádové oblasti škol neustále rozšiřovaly, a to díky faktu, že počet škol naopak ubýval.  V 60. letech 20. století se na českém území nacházelo přibližně 8 000 základních škol, tento počet se snížil na méně než polovinu v roce 2010. V případě vztáhnutí počtu základních škol na velikost území obce, připadalo v 60. letech na každou základní školu 10–15 km², kdežto na začátku druhého tisíciletí to již bylo 20–40 km². Školy jsou také ve větší míře situovány do populačně větších oblastí, než tomu bylo v 60. letech. 

## Návrh na zrušení spádových oblastí pro mateřské školy
Ministerstvo školství, mládeže a tělovýchovy (dále jen „MŠMT“) zaznamenalo ze strany některých statutárních měst návrh na zrušení povinnosti zřizovat školské obvody i pro mateřské školy, jak je uvedeno ve vládním návrhu zákona, kterým se mění zákon č. 561/2004 Sb., o předškolním, základním, středním, vyšším odborném a jiném vzdělávání (školský zákon). 
Jednalo se o návrh statutárních měst v rámci neformální koalici „Koalice za zrušení spádů pro MŠ“. Tato koalice měla především obavu o budoucnost dalšího fungování menších mateřských škol, pro které by mohlo být dle vyjádření statutárních měst vytvoření školských obvodů likvidační. Dále se obávali možných komplikací, které by s sebou zřizování školských obvodů pro mateřské školy mohlo přinést. Navrhovali tak řešit danou situaci tím, že buď dojde ke zrušení povinnosti obcí stanovit školské obvody pro mateřské školy úplně, nebo bude toto stanovení školských obvodů pouze fakultativní a každá obec si dle svého vybere, zda zřídí školské obvody či ne. Posledním návrhem je pak zavedení systému obdobnému tzv. zápisovým lístkům, které jsou využívány při přijímání na střední školy. 
MŠMT na tento návrh v roce 2016 vydalo stanovisko.
MŠMT se s obavami statutárních měst neztotožňuje. Vládní návrh zákona obsahuje principiálně stejnou úpravu, jaká je využívaná při zápisech k povinné školní docházce v základních školách. MŠMT se domnívá, že nejlepším řešením je z hlediska potřeb dětí i rodičů a organizace předškolního vzdělávání zachování navržené úpravy, tj. zavedení spádových obvodů i pro mateřské. Stát stanovuje povinnost předškolního vzdělávání, aby tato povinnost byla organizačně proveditelná jsou spádové oblasti a spádové školy klíčové, dle MŠMT především z tohoto důvodu musí být jasně stanoveno, která část obce spadá do jaké školy, tudíž škola, kde má dítě místo na základě této oblasti zajištěné. Rodič tak má jistotu, že jeho dítě bude přijato do spádové školy poblíž bydliště. MŠMT se domnívá, že optimální a pro rodiče více komfortní systém je, kdy pro jednu mateřskou školu je stanoven jeden školský obvod. Pak je zcela jasné, kde má dítě místo zajištěné.

## Spádová turistika
Spádová škola jde v dnešní době ruku v ruce s fenoménem, který využívá určité šedé zóny této problematiky. Jedná se o pojem, který je obecně znám jako spádová turistika. V rámci zejména primárního školství v České republice je tento pojem, i přes své přibývající mediální pokrytí, doposud poměrně neprozkoumaný, přestože hraje podstatnou roli ve vzdělávacím systému a má vliv například na přebytek (převážně ve velkých městech) či nedostatek žáků nastupujících do prvních tříd, a s tím spojené uzpůsobování kapacit. Tento fenomén je prokazatelně rodiči zneužíván, nicméně ho nelze kvalifikovat jako přímé porušení zákona, jelikož legislativní rámec této problematiky je definován poměrně vágně. Právě nekomplexní a postupem času uvolněná legislativa, která se týká spádové školy, a jediné podmínky přijetí žáka do ní poté zapříčiňují, že se rodiče při volbě základní školy mnohdy dopouští jednání, které sice nelze přímo označit jako nezákonné, ale může v očích veřejnosti působit jako nemorální.
Spádová turistika tedy přímo vychází ze zákonného fungování spádové školy a všeho, s čím je spjata. Popisuje proces, kdy rodiče využívají skulin v zákoně, aby dostali své dítě na vysněnou základní školu, na kterou by dle svého bydliště jinak neměli přímý nárok. Šance na přijetí by tak byla mnohem menší, jelikož podle zákona má vždy přednost to dítě, které pod školu přímo spadá. Rodiče by tedy museli doufat, že v prvních třídách ještě budou volná místa, což je vzhledem k tomu, že spádoví turisté vyhledávají zejména ty nejatraktivnější a nejvěhlasnější základní školy, poměrně nepravděpodobné.

### Příčiny
Pokud bychom hledali příčiny tohoto jednání ze strany rodičů, tak tou nejpodstatnější jsou určitě legislativní nedostatky, týkající se spádové školy a spádové turistiky. Nedostatečné ukotvení a definování toho, co je v rámci výběru základní školy dovoleno, dává za vznik skulinám, které mohou rodiče využít, a dostat tak touto cestou svoje dítě na atraktivnější školu, a to na základě trvalého pobytu dítěte, který rodiče uvedou shodný se školou, na kterou chtějí dítě dostat, a to i přes to, že ve skutečnosti je trvalý pobyt dítěte jinde. Trvalý pobyt a bydliště totiž můžou, ale nemusí být zcela odlišné pojmy. Trvalý pobyt definuje zákon č. 133/2000 Sb., o evidenci obyvatel, nicméně nedefinuje povinnost, aby ho měl člověk nahlášený. Co se bydliště týče, tak to zákon č. 89/2012 Sb., definuje jako místo, kde se občan zdržuje s úmyslem tam žít, nemá-li člověk bydliště, považuje se za něj místo, kde má majetek nebo místo, kde se zdržoval naposledy. Pokud se tedy rodiče při volbě školy rozhodnou, že trvalý pobyt svému dítěti změní, neexistuje pro ně v současném zákoně č. 133/2000 Sb., účinný od 1. 7. 2000, žádná povinnost, aby tuto změnu oficiálně ohlašovali.
Jednou z dalších příčin spádové turistiky je také nevyváženost základních škol. Vzhledem k tomu, že jsou mezi základními školami napříč kraji velké rozdíly, tak rodiče, kteří s dětmi bydlí v oblastech, kde jsou školy na nižší úrovni, hledají alternativy, které ve většině případů jsou mimo jejich trvalé bydliště či trvalý pobyt. Ovšem netýká se to pouze rodin, které žijí v sociálně slabších oblastech. Spádová turistika také ovlivňuje rodiny, kteří například žijí v oblastech, kde zkrátka školy nenabízejí takovou kvalitu vzdělání, jako by si rodiče pro své děti představovali. Poté tedy hledají jiné možnosti a školy, které jejich potřeby uspokojí.

### Následky
Největším následkem spádové turistiky je nepochybně nedostatek míst. Obzvláště ve chvíli, kdy začnou rodiče přehlašovat trvalého pobyty svých dětí na poslední chvíli, v takové situaci už školy nejsou většinou schopny reagovat. Kapacity se běžně připravují podle počtu dětí v mateřských školách, a náhlý nárůst o desítky, někdy i stovky přihlášených už nelze zvládnout. Rodič, jehož dítě se nedostane do spádové školy, se pochopitelně dostává do svízelné situace, kterou musí řešit se samosprávou. Ta může v případě větších měst nalézt místo v jiné, pro žáka nespádové škole. Uzavřít se dá i dohoda s jinou obcí, která místo ve své škole má, to už je ale velmi často doprovází dojíždění žáka a další komplikace.
Mezi ty může patřit například narušení sociálních vazeb s kamarády z mateřské školy nebo oblasti svého bydliště, a narušení domácího zázemí, kdy může například starší sourozenec navštěvovat jinou základní školu. Na určitou bizarnost celého problému poukazuje i to, že v případě přesažení povoleného počtu žáků podle § 36 odstavce 7 školského zákona, školy mezi přihlášenými nejčastěji losují. Po komplexní změně zákona volají nejen advokáti, ale i politici a zástupci samospráv. Vývoj v problematice byl zaznamenán v roce 2023 v Praze 6, kde se městská část rozhodla zamezit spádové turistice tím, že bude po rodičích požadovat čestného prohlášení toho, že se adresa bydliště dítěte shoduje s tou zákonného zástupce, a trvalý pobyt není kratší než tři měsíce.
Toto řešení se setkalo s různými ohlasy napříč politickým spektrem i odbornou sférou. Bývalý ministr školství za STAN Petr Gazdík například s řešením Prahy 6 vyjádřil souhlas. Senátor za Prahu 6 Jiří Růžička a poslanec za STAN Jan Lacina dokonce vyjádřili, že chtějí kvůli snazšímu určení, do které spádové oblasti dítě skutečně patří, navrhnout změnu školského zákona. Ministerstvo samotné ale upozornilo, že nedoložení požadovaných dokumentů není vada podání a není možné kvůli tomuto nedoložení žádost odmítnout.